# Old Scatness
Old Scatness est un site archéologie situé au sud de l'île de Mainland sur l'archipel des Shetland en Écosse, et situé près de l'aéroport de Sumburgh. Le site archéologie comporte des éléments d'époque médiévale, viking, picte et de l'âge du bronze. Un broch a été découvert en 1975 sur le site, sa construction remonte à entre - 400 et - 200 av. J-C. Depuis 1995, des équipes de l'université de Bradford travaillent sur le site. Le site est géré par la Shetland Amenity Trust.

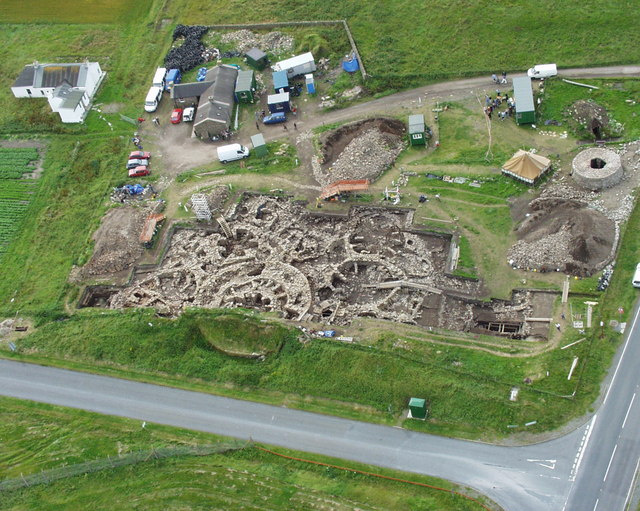
Vue aérienne